# Жиляев, Арсений Александрович
Арсений Александрович Жиляев (род. 26 июня 1984, Воронеж) — российский художник, куратор, теоретик современного искусства.

## Биография
Родился 26 июня 1984 года в Воронеже.
В 2006 году окончил факультет философии и психологии Воронежского государственного университета. С 2006 по 2007 год учился в Московском институте проблем современного искусства. В 2010 окончил Школу изящных искусств «Валанд» в городе Гётеборг, Швеция.
С 2003 по 2007 годы участвует в организации квартирных выставок в Воронеже. Один из создателей группы «Пограничные Исследования» (совместно с Ильёй Долговым), а затем «Популярные пограничные исследования» (совместно с Ильёй Долговым и Иваном Горшковым).
С 2007 по 2008 жил и выставлялся в арт-сквоте в Хохловом переулке.
С 2010 года — член редакционного совета «Художественного журнала». Один из соучредителей Воронежского Центра Современного Искусства. Участник Российского социалистического движения. В своём раннем творчестве («Разумный эгоизм», "Рынок «Труд», "Радио «Октябрь») обращается к проблемам современного культурного производства и прекаризации творческих деятелей.
По мнению арт-критика Валентиня Дьяконова, Жиляев к концу «нулевых годов» стал «рулевым» направления «Новые скучные».
C 2011 года начинает делать партиципативные и образовательные проекты.
Первую выставку, использующую музей в качестве медиума, сделал в 2009 году в Воронеже. Начиная с выставки «Педагогическая поэма», обращается к исследованию и реактуализации практик ранней советской музеологии, в частности к экспериментам школы А. А. Федорова-Давыдова. C 2014 делает проекты, посвящённые художественному осмыслению музея в философии одного из основоположников русского космизма Н. Ф. Федорова .
Лауреат VI Ежегодной Всероссийской премии в области современного искусства «Инновация» 2010 в номинации «Новая генерация». Лауреат российской профессиональной премии в области современного искусства «Соратник» 2010 и 2012.
В 2017, 2018 годах вошел в Российский инвестиционный художественный рейтинг 49ART, представляющий выдающихся современных художников в возрасте до 50 лет.
Живёт и работает в Венеции и Москве.
Ведёт собственный канал в Телеграме «Чернозём и звёзды».

## Персональные выставки

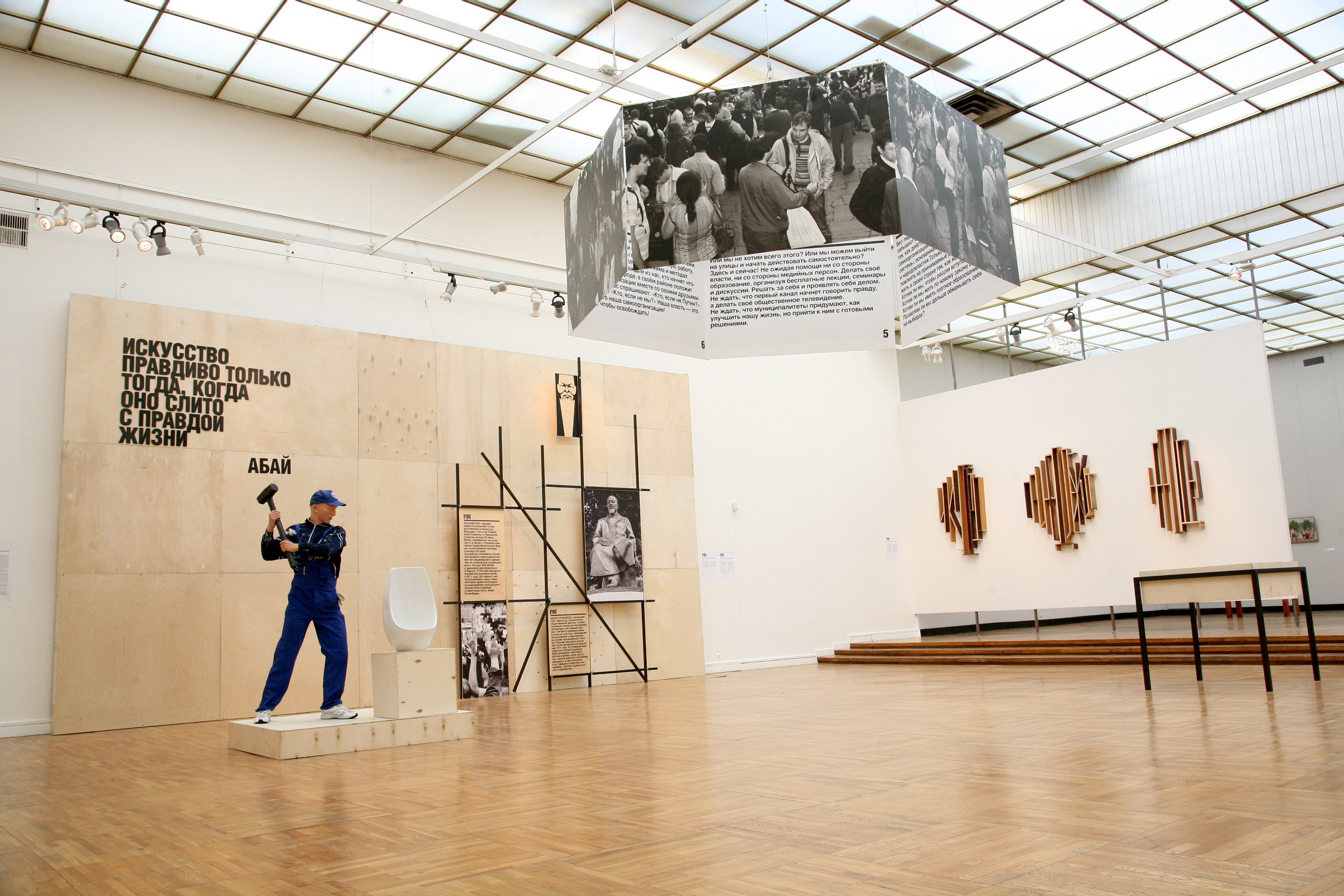
Жиляев А. «Музей пролетарской культуры. Индустриализация богемы»

- 2022 — «654395 Years Is Not Enough», Cripta747, Турин, Италия[12].
- 2021 — «Будни распознавателя образов», Московский Музей Современного Искусства, Россия[13].
- 2020 — «An Experiment Is Not About Creating Novelty», C+N Canepaneri, Милан, Италия[14].
- 2017 — «Возвращение», ЦСИ Винзавод, Россия[15].
- 2016 — «Циолковский. Вторые пришествия», Новая Голландия, Россия[16].
- 2015 — «Future Histories» (совместно с Марком Дионом[англ.]), Дворец Каза деи Тре Очи, Венеция, Италия [17].
- 2014 — «М.И.Р.: Вежливые гости из будущего», Kadist Art Foundation, Сан-Франциско, США [18].
- 2014 — «М.И.Р.: Новые пути в сторону объектов», Kadist Art Foundation[англ.], Париж, Франция [19].
- 2013 — «Спаси свет!», RND Gallery, Москва [20].
- 2012 — «Педагогическая поэма. Архив будущего музея истории» (совм. с Ильёй Будрайтскисом и коллективом проекта), Историко-мемориальный музей «Пресня», Москва[5].
- 2012 — «Музей пролетарской культуры. Индустриализация богемы», Государственная Третьяковская Галерея на Крымском валу, Москва.
- 2010 — «Разумный эгоизм», Галерея «Риджина», Москва.
- 2009 — «Новый музей революции», Галерея Х.Л.А.М., Воронеж.

## Избранные коллективные выставки
- 2020 — «Manifesta 13[англ.]», Европейская биеннале современного искусства, Марсель, Франция[21].
- 2019 — 5-я Уральская индустриальная биеннале современного искусства «БЕССМЕРТИЕ», Екатеринбург, Россия[22].
- 2018 — «Cosmism», Tensta Konsthall, Стокгольм, Швеция[23].
- 2017 — «Art Without Death», HKW, Берлин, Германия[24].
- 2016 — «The Eighth Climate (What does art do?)», 11th edition of Gwangju Biennale, Кванджу, Южная Корея[25].
- 2016 — 9th edition of Liverpool Biennial, Ливерпуль, Великобритания[26].
- 2016 — «Museum On/Off», Центр Помпиду, Париж, Франция[27].
- 2015 — «Rare Earth», TBA 21, Вена, Австрия.
- 2015 — «Specters of Communism»,  e-flux and James Gallery, Нью-Йорк, США [28]
- 2014 — «Детектив», Московский музей современного искусства, Москва[29].
- 2013 — «Dreaming Russia», Галерея Альбертина, Вена, Австрия.
- 2013 — «Re-Aligned», Tromsø Kunstforening, Тромсо, Норвегия.
- 2013 — «Disobedience Archive (The Republic)», Castello di Rivoli Museo d’Arte Contemporanea, Турин, Италия.
- 2013 — «Living as form. Nomadic version», ЦТИ Фабрика, Москва.
- 2012 — «Шоссе Энтузиастов», Дворец Каза-дей-Тре-Очи[итал.], Венеция, Италия.
- 2012 — «Под солнцем из мишуры», Главный проект Биеннале Молодого Искусства, ЦДХ, Москва.
- 2011 — «Модерникон», Дворец Каза-дей-Тре-Очи, Венеция, Италия.[30][31].
- 2011 — «Практика повседневности», Calvert 22 Foundation, Лондон, Великобритания [32][33].
- 2011 — «Фантомные монументы», ЦСК «Гараж», Москва[34][35].
- 2010 — «Модерникон», Фонд Сандретто Ре Ребауденго, Турин, Италия [36][37].
- 2010 — «Урок истории», Palais de Tokyo, Париж, Франция.
- 2010 — «Русские утопии», «Гараж», Москва.
- 2010 — «День открытых дверей», Московский Музей Современного Искусства, Москва.
- 2009 — «Машина и Наташа», ЦТИ Фабрика, Москва[38][39].

## Кураторские проекты
Выставка «Машина и Наташа», ставшая одним из первых примеров рефлексии джентрификации и трансформаций форм труда в российском контексте, была прокурирована Арсением Жиляевым в 2009 году в ЦТИ Фарбика. Экспозиция расположилась в зале с крупным станком по производству бумаги (был демонтирован во время выставки), и строилась на противопоставлении истории машины и её машинистки Натальи (фамилия была скрыта по просьбе работницы). Одна из кураторок ЦТИ Ольга Широкоступ так описывала проект:
Жиляев работал в мастерской на фабрике технических бумаг «Октябрь» (известной как «Центр творческих индустрий “Фабрика”») и несколько лет наблюдал трансформации, происходящие с ней. Художник застал фабрику в момент завершения ее индустриальной жизни — на тот момент единственный цех работал всего месяц в год, а немногочисленные оставшиеся в штате сотрудники были переброшены на новую работу, которая состояла в том, чтобы обеспечивать жизнеспособность небольшого креативного кластера, пришедшего ей на смену. Первый проект художника — «Машина и Наташа» — строился, по сути, на воспоминаниях работницы Натальи, более двадцати лет проработавшей на грунтовальной машине, и объединял работы художников, создавших небольшие памятники.
Впоследствии в ЦСИ Фабрика под кураторством художника прошли еще три выставки, посвященные трудовым отношениям в системе искусства. «Рабочее движение» (под совм. кураторством с Сергеем Хачатуровым) исследовало связь искусства и образа рабочего класса. «Трудовая книжка» рассказывала о том, как художники и художницы зарабатывают деньги. «Редкие виды» фокусировалась на их профессиональном становлении. В 2013 году Жиляев завершил сотрудничество с институцией московской версией масштабного международного проекта «Living as Form (The Nomadic Version)» или «Жизнь как форма (Кочевая версия)». Первоначальный вариант экспозиции был создан куратором Нато Томпсоном в сотрудничестве с 25 коллегами из разных стран мира при участии нью-йоркского фонда поддержки творческих инициатив Creative Time и Independent Curators International. Показанная в ЦТИ Фарбика версия проекта была дополнена работами из Москвы, Санкт-Петербурга, Киева, Харькова и Бишкека.
В рамках программы поддержки начинающих художников и художниц «Старт» (Винзавод) Жиляев сделал дебютные персональные выставки Устины Яковлевой, Ивана Новикова, Ксении Сорокиной, Ивана Горшкова, Тани Пёникер и др. Совместно с Марией Чехонадских художник прокурировал инаугурационную выставку Воронежского Центра Современного Искусства «Дальше действовать будем мы».  В 2020 году Арсений Жиляев, художник Дмитрий Врубель и кураторка Екатерина Гусева создали групповую VR-выставку «Под реальностью пляж».

## Избранные тексты
- Tracing Avant-Garde Museology
- Second Advents. On the Issue of Planning in Contemporary Art
- Conceptual Realism: The Vulgar Freedom of Avant-Garde Museum Work
- The Places of History
- Вульгарная свобода музейного творчества
- Мой ответ - современное искусство в режиме парадокса лжеца (инт. Кати Морозовой)
- Выбирай сердцем
- Этикa будущего. Искусство в чрезвычайной ситуации появления надежды
- Моя бабушка делала «Рекорды», рекорды делали меня
- Манифест «Хороший хипстер — красный хипстер»
- Научиться быть за
- Знамя труда нашего шинного и кирпичного рая